# Sennevières
Sennevières är en kommun i departementet Indre-et-Loire i regionen Centre-Val de Loire i de centrala delarna av Frankrike. Kommunen ligger i kantonen Loches som tillhör arrondissementet Loches. År 2022 hade Sennevières 217 invånare.

## Befolkningsutveckling
Antalet invånare i kommunen Sennevières
Referens:INSEE